# Medibank International 2008 - Qualificazioni singolare maschile
Le qualificazioni del singolare maschile del Medibank International 2008 sono state un torneo di tennis preliminare per accedere alla fase finale della manifestazione. I vincitori dell'ultimo turno sono entrati di diritto nel tabellone principale. In caso di ritiro di uno o più giocatori aventi diritto a questi sono subentrati i lucky loser, ossia i giocatori che hanno perso nell'ultimo turno ma che avevano una classifica più alta rispetto agli altri partecipanti che avevano comunque perso nel turno finale.
Le qualificazioni del torneo Medibank International  2008 prevedevano 32 partecipanti di cui 4 sono entrati nel tabellone principale.

## Teste di serie
1. Sébastien Grosjean (primo turno)
2. Arnaud Clément (primo turno)
3. Simone Bolelli (primo turno)
4. Frank Dancevic (primo turno)

1. Victor Hănescu (secondo turno)
2. Evgenij Korolëv (ultimo turno)
3. Alejandro Falla (primo turno)
4. Assente

## Qualificati
1. Alun Jones
2. Ivo Minář

1. Alberto Martín
2. Steve Darcis

## Tabellone

### Legenda
| - Q = Qualificato - WC = Wild card - LL = Lucky loser | - ALT = Alternate - SE = Special Exempt - PR = Protected Ranking | - w/o = Walkover - r = Ritirato - d = Squalificato |

### Sezione 1
|  | Primo turno       | Primo turno            | Primo turno        | Primo turno        | Primo turno |  |  | Secondo turno          | Secondo turno          | Secondo turno          | Secondo turno | Secondo turno |   |   | Ultimo turno       | Ultimo turno       | Ultimo turno | Ultimo turno | Ultimo turno |  |
|  |                   |                        |                    |                    |             |  |  |                        |                        |                        |               |               |   |   |                    |                    |              |              |              |  |
|  |                   | Mikhail Ledovskikh     | Mikhail Ledovskikh | Mikhail Ledovskikh | W-O         |  |  |                        |                        |                        |               |               |   |   |                    |                    |              |              |              |  |
|  | 1                 | Sébastien Grosjean     | Sébastien Grosjean | Sébastien Grosjean |             |  |  | Mikhail Ledovskikh     | Mikhail Ledovskikh     | Mikhail Ledovskikh     | 7             | 6             |   |   |                    |                    |              |              |              |  |
|  | Simon Stadler     | Simon Stadler          | 7                  | 64                 | 2           |  |  | Simon Stadler          | Simon Stadler          | Simon Stadler          | 5             | 4             |   |   |                    |                    |              |              |              |  |
|  | Mathieu Montcourt | Mathieu Montcourt      | 5                  | 7                  | 2           |  |  |                        |                        |                        |               |               |   |   | Mikhail Ledovskikh | Mikhail Ledovskikh | 2            | 6            | 1            |  |
|  | Alun Jones        | Alun Jones             | Alun Jones         | 6                  | 0           |  |  |                        |                        | Alun Jones             | Alun Jones    | 6             | 4 | 6 |                    |                    |              |              |              |  |
|  | Miša Zverev       | Miša Zverev            | Miša Zverev        | 1                  | 0r          |  |  | Alun Jones             | Alun Jones             | Alun Jones             | 6             | 6             |   |   |                    |                    |              |              |              |  |
|  |                   | Édouard Roger-Vasselin | 7                  | 4                  | 6           |  |  | Édouard Roger-Vasselin | Édouard Roger-Vasselin | Édouard Roger-Vasselin | 3             | 4             |   |   |                    |                    |              |              |              |  |
|  | 7                 | Alejandro Falla        | 68                 | 6                  | 2           |  |  |                        |                        |                        |               |               |   |   |                    |                    |              |              |              |  |

### Sezione 2
|  | Primo turno     | Primo turno     | Primo turno     | Primo turno | Primo turno |  |  | Secondo turno  | Secondo turno  | Secondo turno  | Secondo turno | Secondo turno |   |   | Ultimo turno | Ultimo turno | Ultimo turno | Ultimo turno | Ultimo turno |  |
|  |                 |                 |                 |             |             |  |  |                |                |                |               |               |   |   |              |              |              |              |              |  |
|  |                 | John Isner      | John Isner      | 6           | 7           |  |  |                |                |                |               |               |   |   |              |              |              |              |              |  |
|  | 2               | Arnaud Clément  | Arnaud Clément  | 2           | 65          |  |  | John Isner     | John Isner     | John Isner     | 6             | 7             |   |   |              |              |              |              |              |  |
|  | Boris Pašanski  | Boris Pašanski  | Boris Pašanski  | 6           | 6           |  |  | Boris Pašanski | Boris Pašanski | Boris Pašanski | 3             | 62            |   |   |              |              |              |              |              |  |
|  | Lukáš Lacko     | Lukáš Lacko     | Lukáš Lacko     | 4           | 2           |  |  |                |                |                |               |               |   |   | John Isner   | John Isner   | John Isner   | 5            | 68           |  |
|  | Ivo Minář       | Ivo Minář       | Ivo Minář       | 6           | 6           |  |  |                |                | Ivo Minář      | Ivo Minář     | Ivo Minář     | 7 | 7 |              |              |              |              |              |  |
|  | Paul Capdeville | Paul Capdeville | Paul Capdeville | 1           | 2           |  |  |                | Ivo Minář      | Ivo Minář      | 6             | 6             |   |   |              |              |              |              |              |  |
|  | 5               | Victor Hănescu  | 6               | 6           | 6           |  |  | 5              | Victor Hănescu | Victor Hănescu | 4             | 2             |   |   |              |              |              |              |              |  |
|  |                 | Samuel Groth    | 7               | 2           | 3           |  |  |                |                |                |               |               |   |   |              |              |              |              |              |  |

### Sezione 3
|  | Primo turno       | Primo turno       | Primo turno       | Primo turno | Primo turno |  |  | Secondo turno     | Secondo turno     | Secondo turno    | Secondo turno    | Secondo turno    |   |   | Ultimo turno   | Ultimo turno   | Ultimo turno   | Ultimo turno | Ultimo turno |  |
|  |                   |                   |                   |             |             |  |  |                   |                   |                  |                  |                  |   |   |                |                |                |              |              |  |
|  |                   | Robby Ginepri     | Robby Ginepri     | 6           | 6           |  |  |                   |                   |                  |                  |                  |   |   |                |                |                |              |              |  |
|  | 3                 | Simone Bolelli    | Simone Bolelli    | 2           | 4           |  |  | Robby Ginepri     | Robby Ginepri     | Robby Ginepri    | Robby Ginepri    | 3r               |   |   |                |                |                |              |              |  |
|  | Alberto Martín    | Alberto Martín    | Alberto Martín    | 6           | 7           |  |  | Alberto Martín    | Alberto Martín    | Alberto Martín   | Alberto Martín   | 2                |   |   |                |                |                |              |              |  |
|  | Iván Navarro      | Iván Navarro      | Iván Navarro      | 3           | 65          |  |  |                   |                   |                  |                  |                  |   |   | Alberto Martín | Alberto Martín | Alberto Martín | 6            | 6            |  |
|  | Frédéric Niemeyer | Frédéric Niemeyer | Frédéric Niemeyer | 7           | 6           |  |  |                   |                   | Nicolas Devilder | Nicolas Devilder | Nicolas Devilder | 2 | 4 |                |                |                |              |              |  |
|  | Jesse Huta Galung | Jesse Huta Galung | Jesse Huta Galung | 5           | 1           |  |  | Frédéric Niemeyer | Frédéric Niemeyer | 7                | 63               | 5                |   |   |                |                |                |              |              |  |
|  | Nicolas Devilder  | Nicolas Devilder  | Nicolas Devilder  | 6           | 6           |  |  | Nicolas Devilder  | Nicolas Devilder  | 62               | 7                | 7                |   |   |                |                |                |              |              |  |
|  | Jurek Stasiak     | Jurek Stasiak     | Jurek Stasiak     | 3           | 2           |  |  |                   |                   |                  |                  |                  |   |   |                |                |                |              |              |  |

### Sezione 4
|  | Primo turno     | Primo turno     | Primo turno     | Primo turno | Primo turno |  |  | Secondo turno | Secondo turno   | Secondo turno | Secondo turno   | Secondo turno   |   |   | Ultimo turno | Ultimo turno | Ultimo turno | Ultimo turno | Ultimo turno |  |
|  |                 |                 |                 |             |             |  |  |               |                 |               |                 |                 |   |   |              |              |              |              |              |  |
|  |                 | Steve Darcis    | Steve Darcis    | 6           | 6           |  |  |               |                 |               |                 |                 |   |   |              |              |              |              |              |  |
|  | 4               | Frank Dancevic  | Frank Dancevic  | 3           | 4           |  |  | Steve Darcis  | Steve Darcis    | 3             | 6               | 6               |   |   |              |              |              |              |              |  |
|  | Andrew Coelho   | Andrew Coelho   | Andrew Coelho   | 6           | 1           |  |  | Andrew Coelho | Andrew Coelho   | 6             | 2               | 1               |   |   |              |              |              |              |              |  |
|  | Fabio Fognini   | Fabio Fognini   | Fabio Fognini   | 3           | 0r          |  |  |               |                 |               |                 |                 |   |   |              | Steve Darcis | Steve Darcis | 6            | 7            |  |
|  | Diego Hartfield | Diego Hartfield | 3               | 7           | 6           |  |  |               |                 | 6             | Evgenij Korolëv | Evgenij Korolëv | 1 | 5 |              |              |              |              |              |  |
|  | Brydan Klein    | Brydan Klein    | 6               | 5           | 3           |  |  |               | Diego Hartfield | 6             | 4               | 4               |   |   |              |              |              |              |              |  |
|  | 6               | Evgenij Korolëv | Evgenij Korolëv | 6           | 6           |  |  | 6             | Evgenij Korolëv | 4             | 6               | 6               |   |   |              |              |              |              |              |  |
|  |                 | Adam Feeney     | Adam Feeney     | 3           | 4           |  |  |               |                 |               |                 |                 |   |   |              |              |              |              |              |  |